# Мілош Вучевич
Мілош Вучевич (серб. Милош Вучевић; нар. 10 грудня 1974, Новий Сад, СФРЮ) — сербський політичий діяч, прем'єр-міністр Сербії з 2 травня 2024 року до 16 квітня 2025 року. До того міністр оборони в уряді Ани Брнабич з 2022 р.

## Біографія
Народився 10 грудня 1974 року в Новий Сад (Воєводина). Закінчив початкову школу в Новому Саді та середню школу в Бачкі-Петровац. 2002 року закінчив юридичний факультет Новосадського університету.
До 2012 року Вучевич займався юридичною практикою в бюро сімейного права.
Свою політичну кар'єру розпочав як член крайньої правої Сербської радикальної партії (СРС), де його батько був високопоставленим членом. Пізніше, в 2008 році, СРС розкололася, і Вучевич приєднався до Сербської прогресивної партії (СНС), яку очолювали Томислав Николич і Александар Вучич.
Після місцевих виборів 2012 року обраний мером Нового Саду. З 2015 по 2016 роки був членом ради директорів Національного альянсу місцевого економічного розвитку (NALED). Переобраний мером після місцевих виборів 2016 і 2020 років.
У листопаді 2021 року обраний віцеголовою партії на партійних зборах СНС.
23 жовтня 2022 року голова Сербської прогресивної партії Александар Вучич оголосив, що його партія буде рекомендувати Мілоша Вучевича як наступного заступника прем'єр-міністра і міністра оборони Сербії. 24 жовтня він подав у відставку з посади мера міста Новий Сад, і через два дні його замінив Мілан Джурич. Вучевич був приведений до присяги на посаді заступника прем'єр-міністра і міністра оборони 26 жовтня в складі третього кабінету Ани Брнабич.
27 травня 2023 року Вучевич був обраний головою СНС.
2 травня 2024 року Мілош Вучевич був обраний прем'єр-міністром Сербії.
Мілош Вучевич після зустрічі з українським міністром закордонних справ Дмитром Кулебою заявив, що засуджує російське вторгнення в Україну та висловлює свою підтримку Києву.

## Родина
Одружений, має двох синів.